# Chase Simon
Chase Simon, né le 11 mars 1989 à Détroit au Michigan, est un joueur américain de basket-ball. Il évolue aux postes d'ailier et d'arrière.

## Biographie
Au mois de juin 2020, il fait son retour dans le championnat de France en s'engageant pour une saison avec la JDA Dijon. À l'issue de cette dernière, il prolonge son contrat pour deux saisons supplémentaires.